# Calolisianthus speciosus
Calolisianthus speciosus är en gentianaväxtart som först beskrevs av Adelbert von Chamisso och Schltdl., och fick sitt nu gällande namn av Ernest Friedrich Gilg. Calolisianthus speciosus ingår i släktet Calolisianthus och familjen gentianaväxter. Inga underarter finns listade i Catalogue of Life.